# Großer Schweinsberg
Der Große Schweinsberg ist ein 405,7 m ü. NHN hoher Berg im Pfälzerwald, der sich östlich an den Bierenberg anschließt. 

## Lage
Am östlichen Fuß des Berges mündet der Iggelbach in den Helmbach. Der Berg befindet sich komplett auf der Gemarkung der Gemeinde Elmstein 1,6 km südöstlich des Ortszentrums. 

## Wanderwege
Entlang seiner Nordwestflanke verläuft der Fernwanderweg Staudernheim–Soultz-sous-Forêts.